# 高士谈
高士谈（？—1146年7月17日）字子文，一字季默，籍贯不详。
其先世为燕（今河北省）人。宋英宗宣仁高皇后之族弟。宋徽宗宣和末任忻州（今山西忻县）户曹参军。入金國後，擔任翰林直学士。皇统六年六月初七日（1146年7月17日），因宇文虚中案被牽連，被杀。有《蒙城集》。